# メッセウイング・みえ
メッセウイング・みえ（MESSE WING MIE）は三重県津市にある多目的コンベンションセンター。

## 概要
伊勢の海を思わせるマリンブルーのカーテンウォール壁面で構成された建物に、展示場、研修交流施設などを備えた県下有数のコンベンション施設。
2017年（平成29年）10月1日、新たに新設する「サオリーナ」、「三重武道館」と共に「津市産業スポーツセンター」の施設の1つとなる。これに伴い、2016年（平成28年）4月1日より管理運営がミズノを中心とした「津市スポーツメッセネットワーク」に移管している。
2024年(令和6年)10月1日、津市内の企業である日硝ハイウエーによるネーミングライツ取得により愛称が変更され、メッセウイングNHWと変更された。

## 施設
展示ホール
全面3分割使用可能、床荷重5t/m2（3,231m2）
主催者控室
A（25m2）、B（15m2）、C（25m2）
研修室等
大研修室（205m2）、1F中研修室（72m2）、2F中研修室（63m2）、ギャラリー（113m2）、会議室（148m2）、多目的会議室（217m2）、特別会議室（96m2）
屋外施設
屋外展示場（2,122m2）、駐車場（一般1,315台、サービス専用27台）、自転車置場（80台）、アプローチ広場（4,500m2）
その他
エントランスホール、喫茶室、中央監視室、管理事務所等
展示用電力
電灯用360KVA、動力用360KVA
照明
演色性照明（メタルハライドランプ）（約800ルックス）ステージ用調光装置
放送
館内放送設備、音響放送設備、展示室用単独放送
TV共聴
UHF、VHF、BS、AM、FM
電話
40回線（臨時100回線）

## 日硝ハイウエーアリーナ(旧サオリーナ)
メッセウィング・みえの隣に建設され、2017年（平成29年）10月にオープンした。大小2つのアリーナと室内プール、フィットネスルームなどを備える。
正式名称は三重県津市一志町出身のアマチュアレスリング選手・吉田沙保里に因んだもの。
愛称はこちらもネーミングライツにより日硝ハイウエーアリーナに変更された。

## NHW三重武道館
現在津市栗真中山町に所在する旧館に代わり、サオリーナと同じく2017年10月にオープン。

## 交通アクセス
- 近鉄名古屋線・JR紀勢本線・伊勢鉄道伊勢線 津駅から3.8km、近鉄名古屋線津新町駅から2.7km。